# 박용우 (1989년생 배우)
박용우(1989년 1월 13일 ~ )는 대한민국의 배우이다. 

## 출연 작품

### 드라마
- 2025년 tvN 월화 미니시리즈 《원경》 - 이숙번 역

### 연극
- 2013년 《외로운 사람, 힘든 사람, 슬픈 사람》: 박용우 역
- 2014년 《비행소년 KW4839》
- 2014년 《이런 꿈을 꾸었다》
- 2014년 《타조 소년들》
- 2015년 《한여름밤의 꿈 부산 밤바다》
- 2015년 《외계인들》: 재스퍼 역
- 2016년 《세일즈맨의 죽음》: 해피 로먼 역
- 2017년 《개인의 책임》: 기창 역
- 2017년 《그들의 적》
- 2018년 《제1회 페미니즘 연극제 - 이번 생에 페미니스트는 글렀어》
- 2019년 《잘 자라, 랄라》
- 2020년 《SWEAT 스웨트: 땀, 힘겨운 노동》: 제이슨 역
- 2021년 《알려지지 않은 예술가의 눈물과 자이툰 파스타》: 오감독, 샤넬 아들, 애니메이션 전공 B 역
- 2021년 《엔젤스 인 아메리카》: 벨리즈 외 역
- 2022년 《죽음의 집》: 이동욱 역
- 2023년 《누수공사》: 남자 역
- 2024년 《선애에게 2024 봄 작가, 겨울 무대》: 해원 역